# Lliga catalana de bàsquet femenina 2015-2016
La XXVII Lliga Nacional Catalana Femenina 2016 fou la vint-i-setena edició de la Lliga catalana de bàsquet. La competició es celebra el 19 de setembre de 2015 al Pavelló Municipal Girona-Fontajau. Hi participaren i l'Spar Citylift Girona, vigent campió, i el Cadí la Seu,que disputaren la sisena final de forma consecutiva. Es proclamà campió el club alturgellenc per 69 a 53, que sumà el seu segon títol. Individualment, la jugadora grega Artemis Spanou amb 19 punts, 15 rebots i 2 assistències fou escollida MVP de la final. mentre que Laura Gil, del Cadí la Seu, fou la màxima anotadora amb 20 punts.

## Final
| En negreta = Equip guanyador Pts = Punts Rebs = Rebots Assis = Assistències Val = Valoració Nota: Noms dels equips segons l'època |

| 20 de setembre de 2015 Acta | Spar Citylift Girona                                             | 53–69 | Cadí la Seu                                                | Pavelló Municipal Girona-Fontajau Assistència: 800 espectadors Àrbitres: Baena i Domingo |
| 20 de setembre de 2015 Acta | Resultats per quarts: 14-14, 5-24, 20-16, 14-15                  |       |                                                            | Pavelló Municipal Girona-Fontajau Assistència: 800 espectadors Àrbitres: Baena i Domingo |
| 20 de setembre de 2015 Acta | Pts: Spanou 19 Rebs: Spanou 15 Assist: Knezevic 3 Val: Spanou 23 |       | Pts: Gil 20 Rebs: Gil 12 Assist: Pérez, Bahí 2 Val: Gil 22 | Pavelló Municipal Girona-Fontajau Assistència: 800 espectadors Àrbitres: Baena i Domingo |

| Spar Citylift Girona | Cadí la Seu |

| #                   | Nom               | Pts | Rbs. | Ass. | Val. |
| ------------------- | ----------------- | --- | ---- | ---- | ---- |
| 5                   | Pilar Comella     | 0   | 0    | 0    | -2   |
| 6                   | Anna Jòdar        | N/D | N/D  | N/D  | N/D  |
| 7                   | Anna Carbó        | 6   | 4    | 2    | 9    |
| 8                   | Ashley Paris      | 6   | 4    | 0    | 5    |
| 9                   | Noemí Jordana     | 4   | 2    | 1    | 5    |
| 10                  | Adrijana Knezevic | 9   | 3    | 3    | 5    |
| 11                  | Lina Pikciute     | 5   | 5    | 1    | 8    |
| 12                  | Vita Kuktiene     | 0   | 4    | 1    | -2   |
| 14                  | Tayler Mingo      | 4   | 1    | 1    | 3    |
| 15                  | Artemis Spanou    | 19  | 15   | 2    | 23   |
| Total               | Total             | 56  | 41   | 11   | 57   |
| Entrenador          |                   |     |      |      |      |
| Miquel Àngel Ortega |                   |     |      |      |      |

| Campió de la Lliga Catalana 2015-2016 |
| ------------------------------------- |
| Cadí la Seu Segon títol               |
| MVP                                   |
| Artemis Spanou                        |

| #               | Jugadora            | Pts | Rbs. | Ass. | Val. |
| --------------- | ------------------- | --- | ---- | ---- | ---- |
| 3               | Andrea Vilaró       | N/D | N/D  | N/D  | N/D  |
| 4               | Aleksandra Stanacev | 5   | 1    | 1    | 3    |
| 5               | Mireia Vila         | 5   | 2    | 0    | 3    |
| 6               | Tamara Abalde       | 14  | 6    | 0    | 13   |
| 7               | Belen Arrojo        | 4   | 4    | 0    | 5    |
| 10              | Marta Montoliu      | 10  | 2    | 0    | 10   |
| 13              | Tània Pérez         | 5   | 4    | 2    | 6    |
| 14              | Georgina Bahí       | 4   | 4    | 2    | 5    |
| 15              | Laura Gil           | 20  | 12   | 0    | 22   |
| 16              | Berta Chumillas     | 0   | 0    | 1    | 1    |
| 20              | Carla Escuert       | N/D | N/D  | N/D  | N/D  |
| 21              | Santa Okockyte      | 2   | 2    | 2    | -2   |
| Total           | Total               | 69  | 39   | 8    | 66   |
| Entrenador      |                     |     |      |      |      |
| Joan Carles Pié |                     |     |      |      |      |